# Покровский храм (Покровское, Торопецкий район)
Церковь Покрова Пресвятой Богородицы — бывший православный храм в селе Покровское Торопецкого района Тверской области. В настоящее время от храма сохранились руины.

## Расположение
Нежилая деревня Покровское расположена на юго-восточной окраине района, в верхнем течении небольшой реки Турицы. Храм находится к югу от территории деревни (56°29′44″ с. ш. 32°04′51″ в. д.).

## История
Погост Покровское известен с XVI века. В разное время он носил название Турово, Туры, Тура, Туро-Задвинье. До революции являлся центром Турской волости (не следует путать с Туровской) Торопецкого уезда.
Деревянный Покровский храм был построен в 1715 году и имел два престола. К нему была приписана Преображенская церковь погоста Задвинье, полностью уничтоженная в советское время.
В 1876 году храм имел 1194 прихожанина (570 мужчин и 624 женщины), в 1879 году — 1383 прихожанина (662 мужчины и 721 женщину).

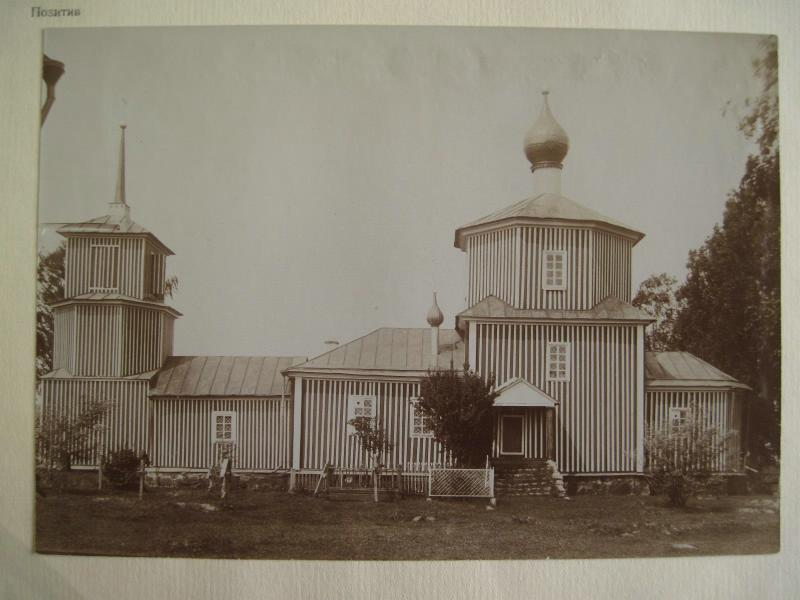
Храм до революции.

В советское время храм был разрушен, сейчас от него сохранились руины.

## Духовенство
В разные годы в храме служили:
- Священник Василий Иоаннович Любимов
- Священник Александр Любимов
- Священник Иоанн Космич Горожанский
- Священник Пётр Петрович Новский
- Дьякон Александр Василиевич Невдачин